# Saturnia diluta
Saturnia diluta är en fjärilsart som beskrevs av Barend J. Lempke 1960. Saturnia diluta ingår i släktet Saturnia och familjen påfågelsspinnare. Inga underarter finns listade.